# London lobsters
Los London lobsters o solo "Lobsters" ("Langostas de Londres" o solo "Langostas") fue el nombre que recibió la unidad de caballería de Sir Arthur Haselrig, un parlamentario que luchó en la guerra civil inglesa. 
Haselrig fue un destacado líder de la oposición parlamentaria al rey Carlos I de Inglaterra, y cuando el enfrentamiento político degeneró en guerra abierta, formó una unidad sufragada con su propio dinero. La unidad recibió el nombre de "langostas" debido a que la mayor parte de su cuerpo (excepto las piernas) estaba acorazada de forma que parecían crustáceos. La armadura completa medieval había sido ya abandonada en esta época y solo unidades de caballería, piqueros y algunos piqueros todavía llevaban coraza y yelmo.
El regimiento de Haselrig formó la caballería pesada en el ejército de Sir William Waller. Las "langostas" estuvieron en la Batalla de Roundway Down, guardando un orden disciplinado. Posiblemente fueron la última unidad que luchó en territorio inglés con armadura completa y una de las últimas de Europa.
La armadura que llevaba la unidad al parecer resultó útil, ya que Haselrig recibió tres 
disparos en Roundway Down y sobrevivió a sus heridas. Richard Atkyns describió cómo le 
atacó con sus espada con escaso resultado y cómo Haselry fue atacado por varios adversarios 
y solo se retiró cuando atacaron su caballo sin armadura.(1)
Las "langostas" también se distinguieron en la Batalla de Lansdow el 5 de julio de 1643. El 13 de julio de se encontraban en Roundway Down, donde se enfrentaron a una carga de la caballería de los partidarios del rey y tras un breve choque se retiraron en desorden y el parlamento perdió la batalla.
En la Batalla de Cheriton el 29 de marzo de 1644 las langostas fueron atacadas por un regimiento realista dirigido por Sir Henry Bard. En esta ocasión los realistas fueron vencidos por las langostas y el Parlamento ganó la batalla.
El término "langosta" (lobster) se extendió de esta unidad al conjunto de los soldados británicos y posteriormente fue atribuido a la casaca roja de la infantería británica.
"Sir William Waller recibió de Londres en junio de 1643 un regimiento fresco de quinientos caballos, bajo las órdenes de sir Arthur Haslerigge, que estaban tan prodigiosamente acorazados y armadas que los demás miembros del regimiento les llamaron langostas, debido a las brillantes armaduras de hierro con las que iban cubiertos, constituyendo unos coraceros perfectos."